# 브리키 (일러스트레이터)
브리키(ブリキ)는 일본의 일러스트레이터이다. 《이 라이트 노벨이 대단해! 2011》에서 일러스트레이터 부문 2위, 2012년에는 1위에 선정되었다. 전파녀와 청춘남을 시작으로 라이트노벨 삽화 그리는 일을 하고 있다.

## 작품

### 소설 표지・삽화
- 나는 친구가 적다 (원작: 히라사카 요미, MF문고 J 발간) 1~9권 외전 1권
- 전파녀와 청춘남 (원작: 이루마 히토마, 전격문고 발간）1~8권
- 도마뱀의 왕 (원작: 이루마 히토마, 전격문고 발간）1~2권
- 나를 좋아하는 건 너뿐이냐 (원작: 라쿠다, 전격문고 발간) 1~17권
- 샤인포스트 (원작: 라쿠다, 전격문고 발간)

### 애니메이션
- 내 여동생이 이렇게 귀여울 리가 없어 제2화 ED 일러스트
- 마법소녀 마도카☆마기카 제11화 예고 일러스트
- 나는 친구가 적다 제12화 ED 일러스트
- 니세모노가타리 제10화 ED일러스트
- 소드 아트 온라인 제6화 ED일러스트
- 잔잔한 내일로부터 캐릭터 원안
- 변변찮은 마술강사와 금기교전 제6화 ED일러스트